# Résolution 194 de l'Assemblée générale des Nations unies

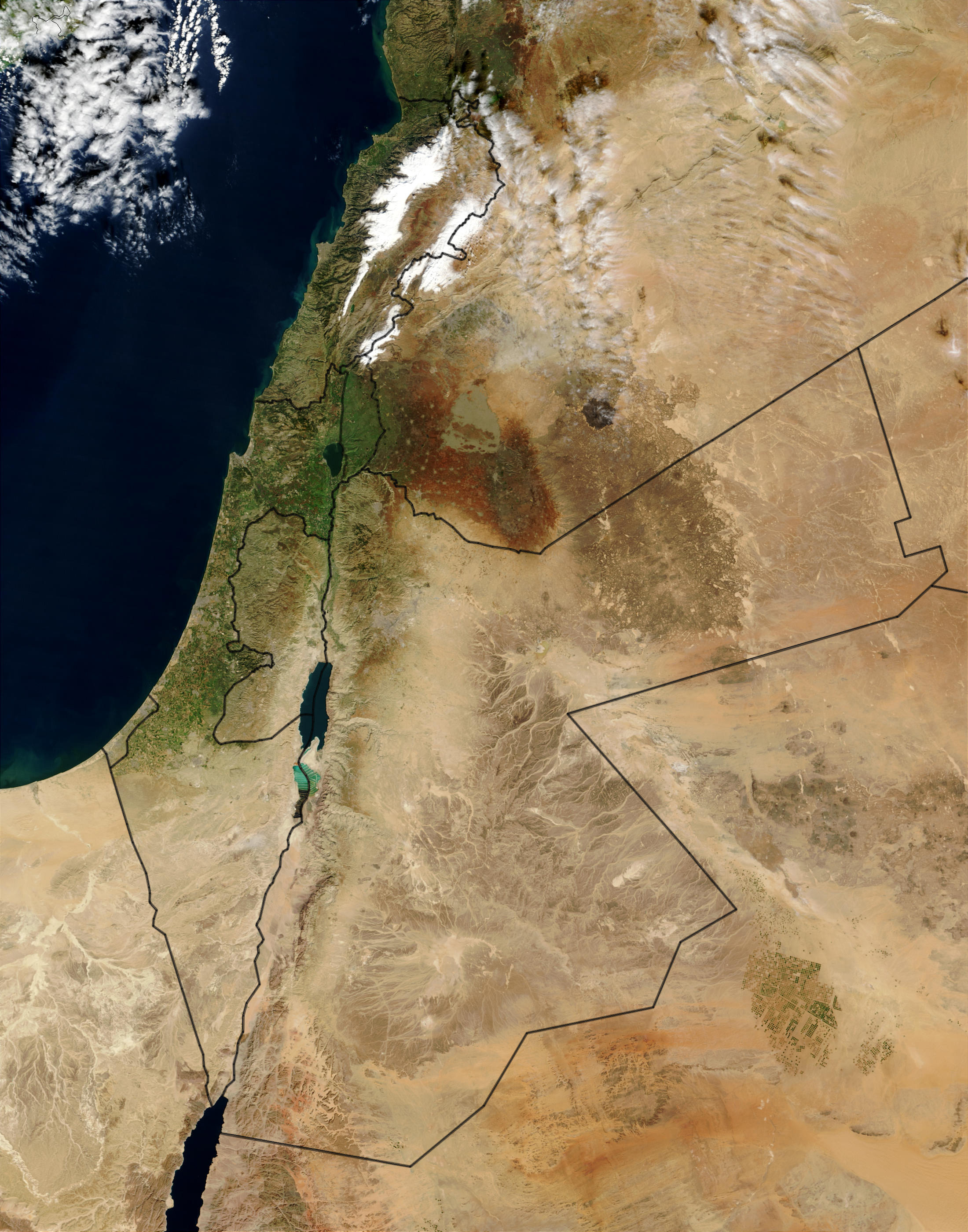

La résolution de l'Assemblée générale des Nations unies 194  a été adoptée à l'ONU le 11 décembre 1948.
La résolution 194 est souvent avancée par les juristes et les négociateurs dans le cadre de la problématique des réfugiés palestiniens.

## Contexte
La guerre de 1948 entre les communautés juive et arabe de Palestine puis entre Israël et ses voisins arabes voit l'exode d'environ 725 000 des 900 000 Arabes palestiniens vivant dans les territoires qui forment Israël à l'issue de la guerre. Tandis qu'Israël bloque leur retour, les États arabes et les négociateurs de l'ONU le demandent. Sur base des recommandations de Folke Bernadotte, l'Assemblée générale vote alors pour leur droit au retour en Israël mais les négociations entre Israël et ses voisins n'aboutiront à aucun accord sur ce sujet.

## Résolution
L'article 7 concerne la protection et le libre accès aux sites religieux.
Les articles 8 et 9 concernent la ville de Jérusalem (démilitarisation et libre accès, contrôle par les casques bleus).
L'article 11 concerne le droit au retour des réfugiés palestiniens :

« 194. (III) Palestine -- Rapport intérimaire du Médiateur des Nations Unies
L'Assemblée Générale.
Ayant examiné de nouveau la situation en Palestine,
[...]
11. Décide qu'il y a lieu de permettre aux réfugiés qui le désirent, de rentrer dans leurs foyers le plus tôt possible et de vivre en paix avec leurs voisins, et que des indemnités doivent être payées à titre de compensation pour les biens de ceux qui décident de ne pas rentrer dans leurs foyers et pour tout bien perdu ou endommagé lorsque, en vertu des principes du droit international ou en équité, cette perte ou ce dommage doit être réparé par les Gouvernements ou autorités responsables ;
Donne pour instructions à la Commission de conciliation de faciliter le rapatriement, la réinstallation, et le relèvement économique et social des réfugiés, ainsi que le payement des indemnités, et de se tenir en liaison étroite avec le Directeur de l'Aide des Nations Unies aux réfugiés de Palestine, et, par l'intermédiaire de celui-ci, avec les organes et institutions appropriées de l'Organisation des Nations Unies ; »